# Chang Kai (taekwondo)
Chang Kai (22 de agosto de 1990) es un deportista taiwanés que compitió en taekwondo. Ganó una medalla de bronce en el Campeonato Asiático de Taekwondo de 2014 en la categoría de –87 kg.

## Palmarés internacional
| Representando a China Taipéi |                      |                   |           |
| Campeonato Asiático          |                      |                   |           |
| Año                          | Lugar                | Medalla           | Categoría |
| 2014                         | Taskent (Uzbekistán) | Medalla de bronce | –87 kg    |